# Jasenácke
Jasenácke este o arie protejată (arie specială de conservare — SAC, sit de importanță comunitară — SCI) din Slovacia întinsă pe o suprafață de 49,92 ha, integral pe uscat.

## Localizare
Centrul sitului Jasenácke este situat la coordonatele 48°33′17″N 17°09′26″E / 48.554699°N 17.157145°E.

## Înființare
Situl Jasenácke a fost declarat sit de importanță comunitară în aprilie 2004 pentru a proteja 15 specii de animale. Situl a fost protejat și ca arie specială de conservare în martie 2004.

## Biodiversitate
Situată în ecoregiunea panonică, aria protejată conține 5 habitate naturale: Păduri panonice cu Quercus petraea și Carpinus betulus, Păduri stepice euro-siberiene cu Quercus spp., Lacuri și iazuri distrofice naturale, Mlaștini turboase de tranziție și turbării mișcătoare, Păduri acidofile de stejar bătrân cu Quercus robur pe câmpii nisipoase.
La baza desemnării sitului se află mai multe specii protejate:
- păsări (10): lăcar mare (Acrocephalus arundinaceus), lăcar-de-rogoz (Acrocephalus schoenobaenus), rață pitică (Anas crecca), gâscă cenușie (Anser anser), presură de stuf (Emberiza schoeniclus), lișiță (Fulica atra), stârc pitic (Ixobrychus minutus), sfrânciocul cu frunte neagră (Lanius minor), corcodel mare (Podiceps cristatus), corcodel mic (Tachybaptus ruficollis)
- amfibieni (1): buhai de baltă cu burta roșie (Bombina bombina)
- nevertebrate (4): croitorul mare al stejarului (Cerambyx cerdo), Cucujus cinnaberinus, libelule (Leucorrhinia pectoralis), rădașcă (Lucanus cervus)

Pe lângă speciile protejate, pe teritoriul sitului au mai fost identificate 9 specii de plante, 7 specii de amfibieni, 5 specii de mamifere, 28 de specii de nevertebrate, 3 specii de reptile.